# Большой Пицундский храм
Пицундский храм или Большой Пицундский храм (также Патриарший собор в Пицунде в честь Апостола Андрея Первозванного) — православный храм в Пицунде, построенный первоначально в IV веке и в последующем перестроенный в VI веке и в начале X века, во времена расцвета Абхазского царства. Отреставрированный и сохранившийся к настоящему времени собор относится к концу IX — началу X века.

## История собора

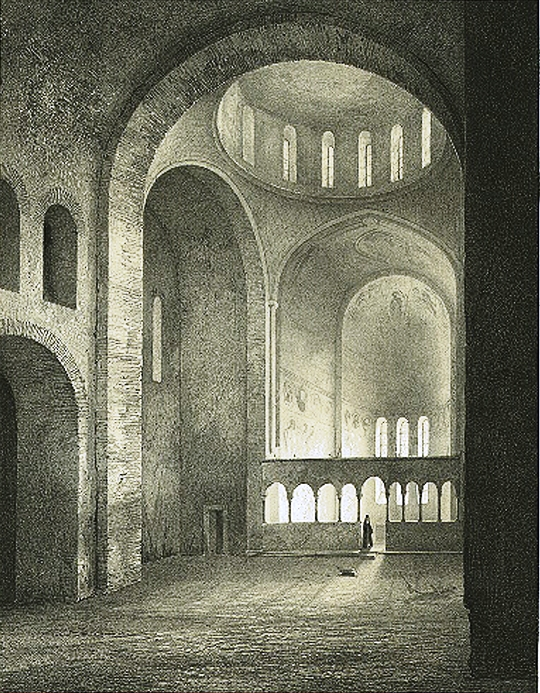
Базилика в Пицунде. Собор Св. Андрея. Картина художника Г. Г. Гагарина (1847)

В IV веке на территории крепости, сооружённой римлянами двумя столетиями ранее на месте древнего Питиунта, которая служила форпостом Римской империи в этом регионе, был построен древнехристианский храм-базилика, в котором служил епископ Стратофил, участвовавший во Вселенском Никейском соборе 325 года. В конце V — начале VI века пол этого храма площадью в 60 квадратных метров был украшен богатейшей мозаикой, являющейся шедевром древнего искусства, имеющим мировое значение. Этот один из самых древних на Кавказе мозаичных полов был выполнен из камешков-кубиков местных пород двенадцати цветов. На мозаике также имелась надпись на древнегреческом языке.
Византийский император Юстиниан I, под властью которого находилась Пицунда в VI веке, считал Питиус важнейшей стратегической крепостью на Кавказском побережье Чёрного моря. В VI веке в крепости на месте уже обветшавшего храма IV века предположительно по его приказу был возведен новый величественный храм. В 541 году в нём находилась епископская кафедра, где происходило первое крещение абхазов. С образованием Абхазского царства и обретением Абхазской церковью автокефалии в VIII веке. Пицундский храм становится престольным храмом Абхазии.
Новый купольный храм, сооружённый в эпоху расцвета Абхазского царства в IX—X веках, был выстроен с использованием кирпича. Является крупнейшим раннесредневековым храмом Абхазии. Пицундский собор в середине X века стал кафедрой Абхазских Католикосов. Здесь происходили выборы Католикосов-Патриархов Абхазии, рукоположение епископов.
В XI — XV веках собор неоднократно обновляли. В XVII веке, под угрозой нападения со стороны турок, кафедру католикосов Абхазии перенесли в Гелати (Грузия), собор был заброшен.
Во второй половине XIX века собор был вновь отстроен и освящён в честь Успения Богородицы.
Вопрос о переносе из здания собора органа, установленного в 1975 году немецкими мастерами, был поднят в 2009 году. 29 июля 2014 года и. о. президента Абхазии Валерий Бганба подписал распоряжение, в котором поручил министерству культуры совместно с госуправлением по охране истории культурного наследия изыскать возможность переноса органа из Пицундского собора в другое место.

## Архитектурные особенности

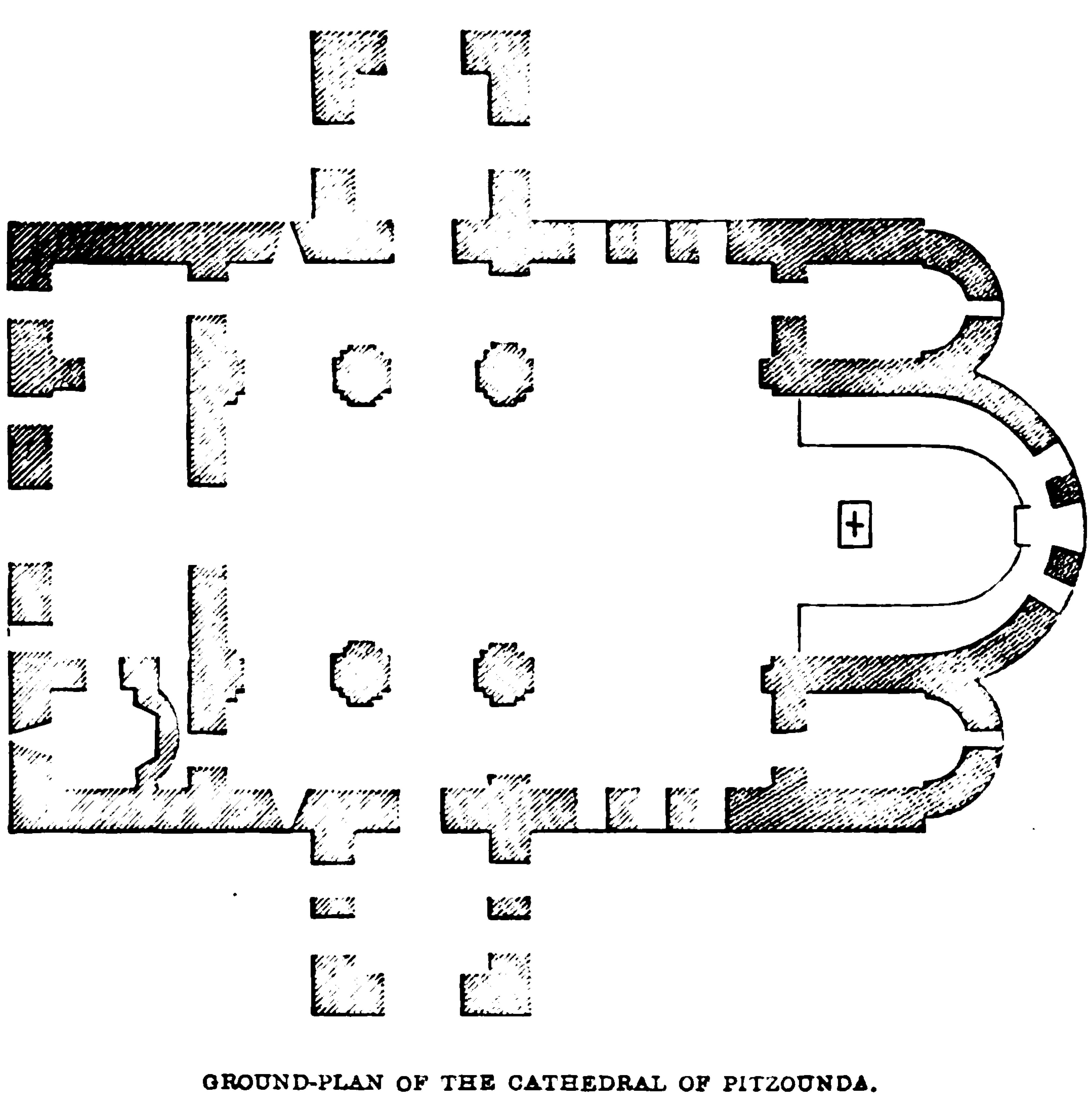

Собор относится к типу крестовокупольных, трёхнефных и трёхапсидных храмов. Размеры его в плане составляют 43,3×22,7 метра. Возведён из камня и кирпича. В распределении этих материалов наблюдается определённый порядок. Стены храма от цоколя сложены исключительно каменными блоками, затем кладка приобретает смешанный характер: ряды камня перемежаются с кирпичными прослойками. Чем выше, тем каменные прослойки тоньше, а кирпичные — толще. Верхняя часть стен, барабан и покоящийся на нём купол, внутренние опоры-столбы сложены полностью из кирпичей различного размера. На центральной алтарной апсиде снаружи между окнами толстым кирпичом выложены кресты. Гладкие стены покрыты штукатуркой, в прежние времена украшенной фресками, от которых теперь сохранились лишь пояс медальонов в алтаре.
Внутри собора, в западной его части находится усыпальница, в которой находятся две гробницы, устроенные апостолам Андрею Первозванному и Симону Кананиту, о чём свидетельствуют фресковые изображения двух апостолов внутри усыпальницы.